# آنا لسکو
آنا لسکو (رومانیایی: Anna Lesko؛ زادهٔ ۱۰ ژانویهٔ ۱۹۷۹) خواننده و نقاش اهل رومانیا است. او تا ۱۷ سالگی در مولداوی زندگی می‌کرد و بعد از آن به رومانیا رفت.